# Japanische Badmintonmeisterschaft 1986
Die Japanische Badmintonmeisterschaft 1986 war die 40. Austragung der nationalen Titelkämpfe im Badminton in Japan. Sie fand vom 10. bis zum 14. Dezember 1986 im Ota City Gymnasium in Higashi-Kamata statt.

## Medaillengewinner
| Disziplin    | Gold                            | Silber                           | Bronze                           |
| ------------ | ------------------------------- | -------------------------------- | -------------------------------- |
| Herreneinzel | Shinji Matsuura                 | Shūji Matsuno                    | Hiroshi Nishiyama                |
| Herreneinzel | Shinji Matsuura                 | Shūji Matsuno                    | Hiroshi Hasegawa                 |
| Dameneinzel  | Sumiko Kitada                   | Kimiko Jinnai                    | Kumiko Kitamoto                  |
| Dameneinzel  | Sumiko Kitada                   | Kimiko Jinnai                    | Yoshiko Yonekura                 |
| Herrendoppel | Shinji Matsuura Shūji Matsuno   | Tetsuaki Inoue Shōkichi Miyamori | Koji Gondo Kyōji Kushi           |
| Herrendoppel | Shinji Matsuura Shūji Matsuno   | Tetsuaki Inoue Shōkichi Miyamori | Kōji Honda Kiyonori Kogai        |
| Damendoppel  | Atsuko Tokuda Yoshiko Yonekura  | Kumiko Kitamoto Hiromi Tsukioka  | Yōko Koizumi Kazue Hoshi         |
| Damendoppel  | Atsuko Tokuda Yoshiko Yonekura  | Kumiko Kitamoto Hiromi Tsukioka  | Marie Harada Michiyo Nishimura   |
| Mixed        | Naotsugu Tanida Kazuko Takamine | Akio Tomita Michiyo Tashiro      | Yutaka Suzuki Hiromi Tsukioka    |
| Mixed        | Naotsugu Tanida Kazuko Takamine | Akio Tomita Michiyo Tashiro      | Kazuo Morishita Ritsuko Watanabe |